# Политолог (роман)
«Политолог» — роман российского писателя Александра Проханова, опубликованный в 2005 году в издательстве «Ультра.Культура». Главный персонаж романа, политолог Михаил Стрижайло, оказывается в центре событий российской политики 2003—2004 годов (парламентские и президентские выборы, разгром компании «Юкос», террористический акт в Беслане).
По словам автора, прототипом главного героя явился Станислав Белковский. На презентации романа присутствовали главный редактор «Ультра. Культуры» Илья Кормильцев, Станислав Белковский, адвокат Михаила Ходорковского.

## Сюжет
Политтехнологу Михаилу Стрижайло поступает заказ от лидеров российской компартии. Стрижайло должен разработать предвыборную стратегию, которая поможет коммунистам завоевать парламентское большинство в Государственной думе и затем провести своего кандидата в президенты.
Затем со Стрижайло встречается Маковский — глава нефтяной корпорации «Глюкос», который обеспокоен действиями президента. Маковский считает, что Россия должна стать частью глобальной «либеральной империи». Маковский предлагает Стрижайло реализовать проект по установлению контроля над Госдумой путём включения в политические партии своих сторонников.
Олигарх Верхарн, покинувший Россию и проживающий в Лондоне, также предлагает Стрижайло сотрудничество. Верхарн готовит планы по свержению российского президента.
Стрижайло принимает заказы всех сторон, однако вскоре получает приглашение посетить клуб, где встречается с директором ФСБ Потрошковым. Потрошков сообщает, что ему всё известно о заговоре со стороны олигархов, либералов и коммунистов против президента. Намекая, что Стрижайло может быть убит, Потрошков предлагает ему построить предвыборные кампании заказчиков таким образом, чтобы те потерпели поражение. По словам Потрошкова, централизация власти необходима для осуществления «Плана Россия», суть которого он пока не разглашает.

## Персонажи
В персонажах романа угадываются реальные политики и деятели: Геннадий Зюганов, Сергей Глазьев, Геннадий Семигин, Виктор Видьманов, Николай Харитонов, Владимир Путин, Владислав Сурков, Борис Березовский, Михаил Ходорковский, Александр Вешняков, Ксения Собчак и др.
Проханов придаёт многим событиям в романе мистический смысл (например, инспирированный властями теракт в Беслане — символическая акция «избиения младенцев», «перекодирование» человеческого сознания ужасом, означающая смерть человека христианской эры и начало эры нового человека — продукта генной инженерии). Простые граждане в романе лишены возможности влиять на политический процесс (власть с помощью СМИ и политтехнологий манипулирует общественным сознанием, результаты выборов подвергаются фальсификации), лидеры оппозиции — алчные, завистливые персоны — находятся под контролем ФСБ, выполняя её указания (так, глава КПРФ победил на президентских выборах в 1996 году, однако по приказу спецслужб признал своё поражение).
В частности, в одном из эпизодов Проханов в художественной форме описывает методы воздействия власти на население страны с помощью телевидения. В биологической лаборатории ФСБ были выращены черви, излучающие электромагнитные поля, которые влияют на человеческую психику:

В студию программы новостей биологи в скафандрах заносили банку водянистых голубоватых червей, выращенных на трупах бомжей, на обезображенных телах чеченских террористов, на неопознанных фрагментах тел из ростовской криминалистической лаборатории… Очаровательная дикторша с перламутровыми губками, изящным маникюром, сжав теплые колени, с возбуждающей тяжестью переполнявших бюстгальтер грудей, начинала информировать о происшествиях в мире. С экрана в квартиры телезрителей валились трупы, падали четвертованные тела, хлюпали утопленники, шмякали обгорелые мертвецы, залетали дети с разбитыми головами и матери с рассеченными чревами… Страна впадала в ужас, который был благоприятным фоном для проведения «реформы ЖКХ».
В студию поп-музыки заносили банку, в которой клубками свивались огненно-красные черви, с мучнистыми головками и заостренными зеленоватыми хвостиками. Их выращивали на постельном белье, принадлежавшем престарелой, одутловатой поп-звезде, десятки лет демонстрирующей публике свои венозные ляжки. Белье хранило следы непомерной похотливости, привлекавшей молодые музыкальные дарования. Желая преуспеть в шоу-бизнесе, они совершали ритуальное восхождение на её любовное ложе. Черви в банке извивались, как певицы и танцоры из «Фабрики звезд». Телеведущие непроизвольно начинали с силой сжимать и разжимать колени, доводя себя до исступления. Население страны впадало в сексуальное безумие. Школьники пятых классов насиловали соседок по партам. «Зэки» мастурбировали в бесчисленных зонах… Этот сексуальный угар служил благоприятным фоном для проведения «монетизации льгот», когда министр здравоохранения казался возбужденным детородным членом, — впрочем, не человеческим, а птички-колибри.

Черви едкого, цыплячьего цвета, пугающие своей желтизной, перетянутые черными колечками, как на трико у цирковых жонглеров, выделяли газ истерического беспричинного хохота… Люди ржали, гоготали, истерически смеялись часами, днями, неделями, оставляя свои занятия, предаваясь безудержному, беспричинному смеху. Падали на спину и конвульсивно дергали ногами и руками хлеборобы в полях и сталевары у мартен. Заразительно смеялась мать, потерявшая ребенка. Хохочущие «омоновцы» били палками хохочущих демонстрантов. Бандит, содрогаясь от смеха, приставлял паяльную лампу к смеющейся груди пытаемого. Министр обороны со смехом обходил гогочущий строй колченогих солдат. Министр иностранных дел, дергаясь, как от колик, подписывал передачу Китаю очередной порции приграничных островов. Смеющийся священник отпевал улыбающегося в гробу покойника. Вся страна от океана до океана, умирая от голода, замерзая в домах, просовывая голову в петлю, приставляя к виску пистолет, безудержно гоготала под воздействием желтого дурмана, источаемого кольчатыми «червями смеха». Именно, лопаясь от смеха, народ согласился на десятикратное повышение цен на бензин, на передачу лесов и водоемов в частные руки, на размещение американских морских пехотинцев вокруг российских ядерных объектов.

## Мнения
А. Вислов в газете «Ведомости» считает, что роман выводит Проханова из статуса маргинальных писателей:

Выпустив роман «Политолог», Александр Проханов завершил свой невероятный кульбит, начатый «Господином Гексогеном». Теперь Проханова больше не назовешь маргиналом. Он прочно занял давно пустовавший постамент самого громогласного российского писателя.

Дмитрий Быков назвал роман «рвотой»:

Отвращения к Проханову не возникает, а вот к политтехнологу Стрижайло, шефу ГБ Потрошкову, коммунистам Дышлову и Семиженову, олигарху Верхарну, нефтемагнату Маковскому и лично шефу всей страны — вот оно тут как тут. Такова системная особенность чудовищной литературы: всё, к чему она прикасается, превращается в ту же субстанцию, из которой она сделана. В случае Проханова это рвота.